# Olaf Holtedahl

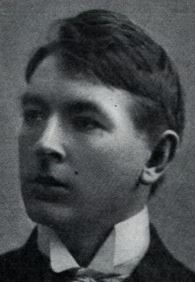
Olaf Holtedahl.

Olaf Holtedahl, född 24 juni 1885 i Kristiania (nuvarande Oslo), död där 26 augusti 1975, var en norsk geolog och paleontolog. Han var far till Hans Holtedahl.
Holtedahl blev 1903 student och 1913 filosofie doktor i Kristiania, samma år universitetsstipendiat i paleontologi och var 1920-1955 professor i historisk geologi där. Han deltog i ryttmästare Isachsens expeditioner till västra Svalbard 1909 och 1910 och gjorde 1918 en undersökningsresa i väsentligen praktiskt syfte till Björnön samt ledde 1920 en expedition till Novaja Zemlja.
Hans vetenskapliga arbeten faller huvudsakligen inom området paleontologi och stratigrafi, varvid han ägnade sina studier såväl åt Norges kambrosiluriska bildningar och deras fossil som åt de arktiska områdenas paleontologi och geologi.  Han skrev även större översikter över fossil både från sina egna och från andras arktiska expeditioner och över de paleogeografiska förhållandena i paleozoisk tid i Nordeuropa och de norra polartrakterna.
Av hans specialarbeten bör nämnas forskningar i Finnmark, där han lämnade viktiga bidrag till kunskapen om fjällkedjans byggnad och bestämde de där förekommande tilliternas ålder till ordovicium. Han anförde även paleontologiska skäl för att Finnmarks Raipasformation tillhör kambrium-ordovicium av amerikansk-arktiskt facies och jämförde den med Svalbards och Björnöns heklahookbildningar. Han tilldelades Wollastonmedaljen 1951 och blev ledamot av Kungliga Vetenskapsakademien 1953 och av Royal Society i London 1961.